# 왕후
왕후(王后, Queen consort)는 한자문화권 국가의 제왕(帝王)의 적배(嫡配)의 작위 중 하나이다. 한나라 때 황제의 적배를 황후로 개칭한 것을 계기로, 이후 제국의 국모(國母)는 황후(皇后), 왕국(자주국)의 국모는 왕후(王后), 번국(藩國: 제후국)의 국모와 특정 남성 황족의 배필은 왕비(王妃)로 삼았다. 현재, 한자문화권 국가에선 서양의 제국(imperium) 단위의 국가의 국모를 황후로, 왕국 단위의 국가의 국모를 왕후 혹은 왕비로 번역하고 있다.

## 개요
1. 왕후(王后)가 최초로 쓰인 국가는 중국의 고대 국가인 주나라(周, 기원전 1046년 ~ 기원전 256년)로, 기원은 《주례(周禮)》에서 "천자(天子)는 1명의 후(后) 외에 3부인(夫人), 9빈(嬪), 27세부(世婦), 81여어(女御:女官)를 둘 수 있다."한 것에서 비롯된다. 하나라와 상나라의 제왕의 배필은 왕비(王妃)이다.
2. 작위로써의 황제가 등장한 것은 진나라(秦, 기원전 900년경 ~ 기원전 206년)의 왕이었던 영정이 전국시대인 중국을 통일해 진 제국을 건설하고 시황제에 오르면서부터다. 그러나 시황제가 후(后: 적배)를 봉작한 기록은 현존하지 않아 정의할 수 없다. 따라서 중국사 상 공식적인 최초의 황후는 전한(前漢: 기원전 206년~기원후 8년)의 고황후(高皇后) 여치이다.
3. 전한(前漢)에선 황제의 적배 혹은 황제의 생모로서 사후 추존된 후궁을 황후로 규정하고, 전한에 속한 번국(藩國: 제후국) 혹은 외국(外國·蕃國: 오랑캐국)의 왕의 적배를 왕후라 규정하였다. 후한(後漢·東漢: 23년~220년) 때 이르러 번국(藩國: 제후국) 왕의 적배를 왕비로 개칭했다. 이후로 중국 황실에선 봉왕(封王) 된 황족 남성 및 제후의 적배를 왕비로 규정한다.
4. 한국 삼국시대(기원전 1세기~기원후 668년)[1], 통일신라시대(668년~698년)[2], 남북국시대(698년~926년)[3]에는 제왕(帝王)의 적배를 비(妃)라 하거나 후(后)라 하거나 부인(夫人)이라 하였는데 정확한 기준이 알려지지 않으며 적첩(嫡妾)의 구분도 애매하다.
5. 중국 위 명제(205년~239년) 때에 이르러 비(妃)가 황제의 후궁의 작위로도 쓰여지게 되었으며 진 무제(236년 ~ 290년) 역시 9빈(1후 3부인 아래)의 으뜸에 숙비(淑妃)를 추가하고, 남북조(420~589)에서 이를 계승·답습함으로써 이후 비(妃)를 황제의 후궁의 작위로 겸용하는 것이 정착됐다. 수 양제(569년~618년) 때 이후로 비(妃)가 황후 아래의 1등 후궁으로 정착돼, 비(妃)가 후궁의 통칭으로 인지되기도 한다. 【참고: 후궁 (중국)】
6. 고려시대에는 제왕의 적배를 왕후(王后)로 삼고 후궁을 부인(夫人)으로 삼다가 8대 임금인 현종 때부터 비(妃)를 제왕의 측실의 작위로 썼다.[4][5] 고려의 왕후(王后)와 왕태후(王太后)는 중국 황실이나 조선과는 정의와 개념이 다른 독특한 것으로, 선왕의 왕후가 모두 왕태후로 봉숭되는 것은 아니었으며 왕의 생모 혹은 국공을 세운 왕후를 왕태후로 봉증(封贈)[주 3]하여 다른 왕후들보다 한 단계 격을 높인 개별적 작위로 썼다.[6][7][8][9][10] 역대 고려 왕후의 최종 시호 및 묘비명이 청나라[주 4]나 조선처럼 황후나 왕후로 통일되어 있지 않고 왕태후와 왕후가 섞여있는 것이 바로 이 때문이다.[11] 원 간섭기에 이르러 고려의 임금들이 원의 부마가 됨에 고려의 임금으로서의 입장과 원의 부마(王)[주 5][12][13]로서의 입장이 충돌하게 된다[주 6]. 이에 고려 임금 중 처음으로 원의 공주를 적배로 맞이한 충렬왕은 처음엔 안평공주(세조 쿠빌라이의 딸)를 고려의 후(后)가 아닌 본래의 작위를 쓰게 하다가 그녀의 사후에 인명왕후로 추시했으며[14] 그들의 아들 충선왕은 즉위 후 다시 모친을 인명태후로 추존했다.[15] 그러나 원에서 그녀를 다시 추봉해 황고 제국대장공주의 시호를 내림에 고려에서 추시한 시호를 모두 고쳐야 했고, 이후부터 고려에선 후(后)를 쓰는 것을 포기하고 원의 공주로서 고려의 국모가 된 여인은 원의 작위인 공주를 쓰게 된다. 이는 단지 종전의 후비 제도에서 후(后: 왕후·왕태후)가 공주로 교체되고 왕후의 제한이 없던 정원수가 한 명으로 수정된 것으로, 후궁은 본래의 제도대로 비(妃)[16][17][18] 등을 썼으며, 후궁 출신 임금의 생모는 태후로 올리지 않고 '아들의 지위로 어미를 높일 때 작위에 태(太)를 더한다.'는 명부(命婦)의 법칙을 적용해 태비(太妃·大妃)로 삼았다. 원 간섭기가 마친 후인 공민왕 14년, 노국공주(魯國公主)가 사망하자 대신들이 지어 올린 시호는 인덕공명자예선안왕태후로[10], 우왕 즉위 후에는 인덕태후라 불렸다.[19] 공민왕 21년에는 충숙왕의 후궁이자 충혜왕과 공민왕의 생모인 왕대비 홍씨가 왕태후(太后) 격존됐고[20], 우왕 즉위년에는 공민왕 때 우왕의 생모로 선포된 궁인 한씨가 순정왕후로 추존됐다.[21] 우왕과 창왕은 적후를 세우지 않았으며, 신진사대부의 지지로 섭정이 된 이성계의 숭명정책 아래 고려가 명의 제후국으로 격하되면서 후(后)가 비(妃: 王妃·王太妃[주 7]·國太妃[주 8])로 조정됐다.[22]

## 조선

### 역사
조선시대에는 개국과 함께 명나라의 제후 입장을 취함으로써 국모의 존위를 비(妃)로 규정했다. 그러나 태조 5년에 태조의 정비(正妃)인 현비(顯妃) 강씨가 서거함에 개국 공신이자 국가 경영에 동참한 국공을 높이 기려 존호를 추상해야 한다는 공신들의 건의 아래 왕후(王后) 직이 부활하여 강씨가 신덕왕후로 추존되고 후(后)의 예우로 상장례가 치러졌다.
3년 후인 태조 7년, 제1차 왕자의 난이 발생하여 태조의 원배(元配)로서 추존 비(妃)가 됐던 절비(節妃) 한씨의 아들인 정종이 임금으로 즉위하여 다음 달 임금의 생모 자격으로 한씨를 신의왕후로 추존해 신덕왕후와 동급에 올리되 처 김씨를 왕후가 아닌 비(妃, 덕비(德妃))로 책봉하여 태조와 정도전이 독립국의 국모 작위인 왕후를 부활시킨 것에 대해 분개한 명과 조선의 개국공신이자 1차 왕자의 난에 동참했던 구 신진사대부들을 위로·회유했다. 3년 뒤, 제2차 왕자의 난으로 정종의 동복 아우인 태종이 임금으로 즉위하여 아내 민씨를 비(妃, 정비(靜妃))에 올리고 정종의 비 김씨를 왕대비로 삼는다. 이는 조선에서 왕후의 정의가 '사망한 왕비를 내부적으로 추존한 작위'로 개조된 배경으로, 여기에 대한 태조의 대립이 존재했는데 바로 태종 6년에 성비(誠妃)로 책봉된 원씨에 대해 태종은 적모의 예우를 올렸으나 태조는 후궁이라 못을 박았던 것이다.
태종 8년에 태조가 서거하자 태종은 생모 신의왕후를 신의왕태후로 다시 격상하여 신덕왕후의 윗전에 놓고 태조의 3년상을 마친 뒤 태조와 신의왕태후의 신주 만을 태묘(太廟: 종묘)에 부묘했다. 이어서 처가 살아있는 동안 다른 처를 맞이하는 중혼을 금지하고 이미 중혼을 한 자의 경우엔 혼인 순서로써 처첩을 구분토록 하는 제도를 세우니 이는 신덕왕후를 첩으로 낮춤으로써 왕자의 난을 정당화하고 자신의 정통성을 피력하기 위함이었다.
태종 18년에 태종이 세종에게 양위하고 상왕으로 물러나며 태종의 비인 민씨는 정종 비와 마찬가지로 왕대비로 봉숭된다. 세종 2년에 왕대비 민씨가 서거하자 왕태후로 추존한다. 이에 태조가 신덕왕후를 위해 부활한 왕후(王后) 직은 일시적이나 사실상 무실화된다.
세종 12년에 제후국에서 태후를 쓰는 것이 온당치 않다는 지적으로 이후부턴 왕비가 서거하면 태(太)를 뺀 왕후로 추존토록 결정하였는데 이땐 이미 신덕왕후의 왕후직과 권리가 모두 철폐된 상황이었다. 세종 12년 음력 4월 6일을 시점(始點)으로 조선의 국모는 왕비에 봉작되었다가 사후에 왕후로 추존하는 것이 제도화되어 고종 31년까지 지속된다.
이후 고종 31년에 청과의 관계를 단절하고 독립국 입장을 취하면서 왕실 작호가 전면 개정됐다. 이에, 왕의 적배를 왕비로 삼았다가 왕비가 사망한 후에 왕후로 추존하는 옛 규례를 폐지하고 왕의 적배를 왕후로 삼도록 제도가 개정되었고 경칭 역시 전하에서 폐하로 바뀐다. 조선 역사상 살아생전 왕후로 호칭이 개칭된 최초이자 최후의 여성이 바로 훗날 대한제국의 수립 후 명성황후로 추존된 민씨이다.

### 기타
- 조선에서도 살아있는 비(妃)에게 후(后)라 칭하기도 하였는데 모후(母后)·적후(嫡后)[34][35] 등이 바로 그 예이다.
- 조선의 비(妃: 왕비·대비·왕대비·대왕대비)의 경칭은 전하(殿下)이다. 마마(媽媽: 몽골어)·낭랑(娘娘: 중국어)[36]을 쓰기도 한다. 왕후의 경칭은 폐하이다.
- 조선의 왕후의 장례는 대왕(大王)[주 11]과 마찬가지로 5월장이며 날수로는 100일을 넘긴다. 이는 고려 조와 조선 초기엔 그다지 지켜지지 않았지만 인종의 국장[주 12]을 계기로 조선 중기부터 매우 중요시 되어 후기에는 이를 엄격히 제한했다.
- 조선의 왕후의 시호와 존호(=휘호)는 짝수로 이뤄지며, 2글자로 된 호(二字號)가 합성된다. 동시대의 명과 청의 황후는 홀수로 이뤄지며, 3글자로 된 호(三字號)가 합성된다. 세자인 남편이 어위 전에 사망한 세자빈은 한 글자로 된 호(一字號)를 받아 새로운 세자빈과 구별되다가 그녀의 사후에 한 글자 시호가 더해져 2자호 빈(某某嬪)이 된다. 남편인 세자가 살아있을 때 사망한 세자빈은 2글자로 된 호(二字號)를 받았다가 남편이 즉위하면 빈의 작위를 왕후로 바꾼다.

## 대한제국
고종 34년(1897년) 9월 17일, 고종이 대한제국을 설립하여 스스로 황제에 즉위하고, 명성왕후 민씨의 작위를 황후로 존숭해 명성황후로 추존했다..

## 베트남
- 남월국(기원전 203년부터 기원전 111년)의 3대 군주인 명왕(明王: 기원전 122년 ~ 기원전 115년)의 두 적배가 후(后)로 봉작됐다. 이에 중국의 사서에는 왕후라 표기한다.[38]
- 응오 왕조(吳: 939~967)의 개국조인 전오왕(前吳王) 응오꾸옌의 적배가 왕후가 되었다.
- 딘 황조(丁: 968–980)가 제국을 칭하게 됨으로써 이때부터 후 레 시대의 찐 주 왕조(鄭主: 1545~1787)가 들어설 때까지 베트남의 황제의 적배는 황후로 봉작됐다. 찐 주(정씨 왕조)에선 전통대로 독립국 천자의 묘호인 조(祖)를 쓰긴 했으나 명을 배후로 베트남을 정벌하여 군주로 등극한 왕조였던 만큼 명의 제후국 입장을 취하였기에 정배를 독립국 천자의 정배인 후(后)가 아닌 제후의 정배인 왕비로 삼았다. 떠이선 황조(西山朝: 1778년 ~ 1802년)의 부춘조정(富春朝廷: 1788~1082) 때 이르러 다시 독립국 입장을 회복하며 황제의 적배를 황후로 삼았다.
- 응우옌 왕조(家阮, 越南: 1558년 ~ 1777년, 1802년 ~ 1945년)에서도 독립 제국의 형태를 취하였으나 동아시아의 패권을 장악한 청나라의 압박 아래 대외적으론 제후국의 입장을 취하여 칭왕을 하였다. 이에 제왕의 적배는 비(妃)로 삼았다가 사후에 후(后)로 추증하는 형식을 택하였으며, 이 또한 내부적으론 황후로 추상했으나 대외적으론 왕후라 기록하고 있다.

## 같이 보기
- 황후
- 왕비
- 후궁
- 내명부
- 조선의 역대 왕비